# Mauban
Mauban ist eine philippinische Stadtgemeinde in der Provinz Quezon, in der Verwaltungsregion IV, Calabarzon. Sie hat 63.819 Einwohner (Zensus 1. August 2015), die in 40 Barangays lebten. Sie wird als Gemeinde der ersten Einkommensklasse auf den Philippinen eingestuft.
Mauban liegt an der Ostküste der Bucht von Lamon. Ihre Nachbargemeinden sind Tayabas City und Sampaloc im Westen und Atimonan im Südosten und im Norden grenzt sie an Real. Die Insel Cabalete wird von der Gemeinde Mauban aus verwaltet.
Die der Gattung der Wachsblumen zugehörige, der Unterart der Seidenpflanzengewächse, Hoya pubicalyx wurde in der Umgebung der Gemeinde 1913 von M. Ramos und G. E. Edaño gesammelt und von Elmer Drew Merrill 1918 im Philippine Journal of Science erstmals beschrieben. Im Süden der Gemeinde liegt das Naturschutzgebiet Binahaan River Watershed Forest Reserve.

## Baranggays
| - Abo-abo - Alitap - Baao - Balaybalay - Bato - Cagbalete I - Cagbalete II - Cagsiay I - Cagsiay II - Cagsiay III - Concepcion - Liwayway - Lucutan - Luya-luya | - Macasin - Lual (Pob.) - Mabato (Pob.) - Daungan (Pob.) - Bagong Bayan (Pob.) - Sadsaran (Pob.) - Rizaliana (Pob.) - Polo - Remedios I - Remedios II - Rosario - San Gabriel - San Isidro | - San Jose - San Lorenzo - San Miguel - San Rafael - San Roque - San Vicente - Santa Lucia - Santo Angel - Santo Niño - Santol - Soledad - Tapucan - Lual Rural |